# Minuscule 714

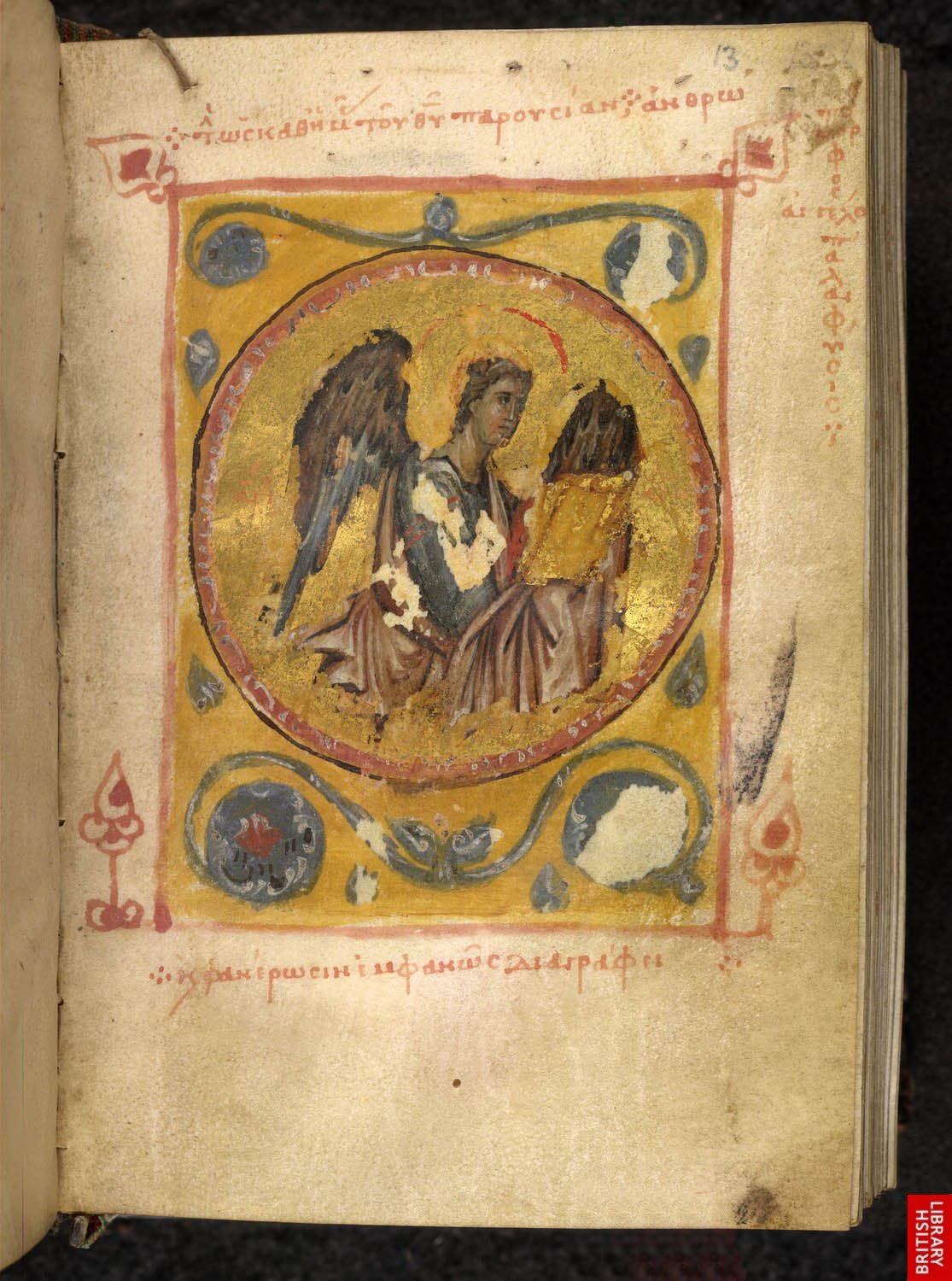
Minuscule 714, manoscritto, Inghilterra - XIII secolo - British Library

Minuscule 714 (nella numerazione dei Manoscritti Biblici di Gregory-Aland), ε1392 di (von Soden), è un manoscritto del Nuovo Testamento (Koinè) in Greco antico minuscolo, su pergamena. Paleograficamente viene attribuito al XIII secolo. Il manoscritto è lacunoso. Da Scrivener è etichettato come 563e.
Il manoscritto contiene anche un frammento delle Sententiae di Pietro Lombardo.

## Descrizione
Il codice contiene il testo dei quattro Vangeli, su 338 fogli di pergamena (dimensioni 13,8 cm x 9,5 cm), con una sola lacuna (lacuna nel testo). 
Manca il testo di Giovanni Evangelista 20:17-21:25.
Il testo è scritto in una colonna per ogni pagina, 22 linee per pagina. Il manoscritto è ornato, la grande lettera iniziale è in rosso, le iniziali di piccole dimensioni sono in rosso.
Il testo è diviso secondo il greco antico: κεφαλαια in (capitoli), i cui numeri sono date a margine del testo e loro τιτλοι (titoli dei capitoli) sono riportati in alto. C'è anche un'altra divisione secondo le più piccole sezioni ammoniane, i cui numeri sono date a margine, con riferimenti ai Canoni eusebiani.
Il manoscritto contiene l'Epistula ad Carpianum, Prolegomena, le tavole eusebiane, l'elenco dei  κεφαλαια (capitoli) prima di ciascun Vangelo. Esso contiene marcature Lezionario presso il margine, incipit, Sinassario, Menologio, sottoscrizioni alla fine, e numerazione in greco antico: στιχοι. Essa contiene sette miniature a colori su oro, quattro di queste con i simboli dei quattro evangelisti, e tre con i ritratti degli Evangelisti (tranne Luca).
Ha indicazioni liturgiche molto particolari.
Il manoscritto contiene anche un frammento delle Sententiae di Pietro Lombardo (dimensioni 13 x 8 cm). Le grandi lettere iniziali in colori e oro, le piccole iniziali in blu.
Il testo originale del manoscritto è stato corretto dall'amanuense.

## Testo
Il testo greco del codice è rappresentativo del Tipo testuale bizantino. Hermann von Soden lo ha qualificato alla famiglia testuale Kx. Kurt Aland lo colloca nella Categoria V.
Secondo il Metodo di profilazione Claremont rappresenta Kx in Luca 1 e Luca 20. Nessun profilo è stato fatto per Luca 10.

## Storia
Frederick Henry Ambrose Scrivener data il manoscritto nel XIII secolo, Caspar René Gregory lo data nel XIII o XIV secolo. Il manoscritto è datato dall'Istituto per la ricerca testuale del Nuovo Testamento nel XIII secolo. Il luogo di origine è sconosciuto.
Il manoscritto è stato portato da Corfù da Dean Burgon, appartenne poi a W. F. Rose, e comprato per il British Museum nel 1893 (insieme a minuscule 715, 716).
È stato aggiunto alla lista dei manoscritti del Nuovo Testamento da Scrivener (563) e Gregory (714). Gregory ha visto il manoscritto nel 1883. Il testo è stato collazionato e comparato da Rose.
Dal 2010 il manoscritto è allocato presso la British Library (Egerton 2783) a Londra.